# Реймска катедрала
Реймската катедрала „Света Богородица“ (на френски: Notre-Dame de Reims) е сред най-известните образци на лъчистата висока готика във Франция.
Благодарение на своята архитектура и скулптурни композиции влиза в Списъка на световното наследство на ЮНЕСКО. От Средновековието до XIX век тя е място за коронация на всички френски монарси.

## Строеж след пожар
Катедралата в Реймс е традиционното място за коронация на династията Капетинги и поради тази причина ѝ е придадено специално величие и значение. Пожар през 1210 г. унищожава голяма част от старата катедрала, давайки възможност за изграждане на по-амбициозна структура, работата започва през 1211 г., но тя е прекъсната от местен бунт през 1233 г. и се възобновява едва през 1236 г. Хорът е завършен до 1241 г., но работата по фасадата започва едва през 1252 г. и е завършена едва през 15 век със завършването на камбанариите.
За разлика от катедралите на Ранната готика Реймс е построена само на три нива вместо на четири, което дава по-голямо пространство за прозорци в горната част. Тя също използва по-усъвършенствани нервюри с четири части, което позволява по-голяма височина и повече хармония на кораба и хора. Вместо редуващи се колони и стълбове сводовете се поддържат от заоблени арки, всяки от които е заобиколен аот група от четири прикрепени колони, които поддържат тежестта на сводовете. В допълнение към големия розетен прозорец на запад към трансептите и над порталите на западната фасада са добавени по-малки розетни прозорци, заемайки мястото на традиционния тимпан.
Друга нова декоративна функция е сляпата ажурна аркада, прикрепена както към вътрешните стени, така и към фасадата. Дори контрафорсите са получили сложна украса: те са увенчани с малки ниши, съдържащи статуите на светци, които са увенчани със заострени върхове. Повече от 2300 статуи покриват предната и задната страна на фасадата.
- Фасада
- Неф
- Главен портал и страничен портал с розетен прозорец
- Аркбутани